# Đường tỉnh 756
Tỉnh lộ 756 dài 50,3 km, là con đường giao thông quan trọng của tỉnh Bình Phước. Do hướng đi song song phía Đông Quốc lộ 13 nên trong tương lai tuyến này sẽ góp phần chia sẻ lưu lượng giao thông trên Quốc lộ 13. Đồng thời đây là tuyến ngắn nhất đi từ Lộc Ninh về thành phố Đồng Xoài.

## Lộ trình
Điểm đầu giao Quốc lộ 14 (Đường Hồ Chí Minh) tại xã Minh Lập, thị xã Chơn Thành, đi theo hướng Nam – Bắc qua các xã Minh Lập (Chơn Thành), Tân Lợi, Tân Hưng, Thanh An (Hớn Quản) và Lộc Quang, Lộc Phú, Lộc Hiệp (Lộc Ninh). Điểm cuối giao với Tỉnh lộ 759B tại xã Lộc Hiệp, huyện Lộc Ninh.

## Thông số chung
- Chiều dài đường: 50.3 km
- Kết cấu mặt đường: mặt láng nhựa
- Chiều rộng mặt: 5 – 6 m.
- Chiều rộng nền?: 9 m.
- Tình trạng đường: trung bình.[1]

## Định hướng quy hoạch
Tuyến đang được quy hoạch nâng cấp mở rộng đạt tiêu chuẩn cấp III, mặt rộng 6 m, nền 9 m, đất bảo trì mỗi bên 2m, hành lang bảo vệ đường mỗi bên 13 m, lộ giới 42 m. Dự kiến hoàn thành giai đoạn 2020-2030.